# Dilayla Alarslan
Dilayla Alarslan (* 29. November 2007) ist eine deutsche Handballspielerin. In der Disziplin Beachhandball ist sie als linke Flügelspielerin deutsche Nationalspielerin.
Neben Handball betrieb Alarslan, die fünf jüngere Brüder hat, auch Turnen und Leichtathletik beim TV Georgsmarienhütte.

## Hallenhandball
Dilayla Alarslan spielte bis 2022 für den TV Georgsmarienhütte und für die Niedersachsenauswahl. Seit 2022 tritt sie für die B-Jugendmannschaft des mehrmaligen deutschen Handballmeisters bei den Frauen, Thüringer HC, an. Zur Saison 2025/26 wird sie in den Kader der Bundesligamannschaft des Thüringer HC aufrücken.

## Beachhandball
Im Beachhandball spielt Alarslan für die Sand Devils Youngsters aus Minden. Für die Junioreneuropameisterschaften wurde sie 2022 erstmals in die Deutsche Beachhandball-Nationalmannschaft der Juniorinnen berufen und trat als jüngste Spielerin der U16-Nationalmannschaft mit dieser in Prag an. Auch wenn die Mannschaft nur bedingt überzeugen konnte, spielte Alarslan ein gutes Turnier, wurde sowohl in der Offensive wie auch in der Defensive eingesetzt. Im Turnierverlauf erzielte sie 63 Punkte und wurde am Ende mit der Mannschaft Fünfte. Weniger gut verlief die U17-EM ein Jahr später in Izmir. Alarslan spielte wieder ein gutes Turnier, war zweitbeste Werferin der Mannschaft, belegte mit der Mannschaft aber nur den siebten Rang, nachdem das Team im Viertelfinale den Rekordmeisterinnen aus Ungarn unterlegen war.

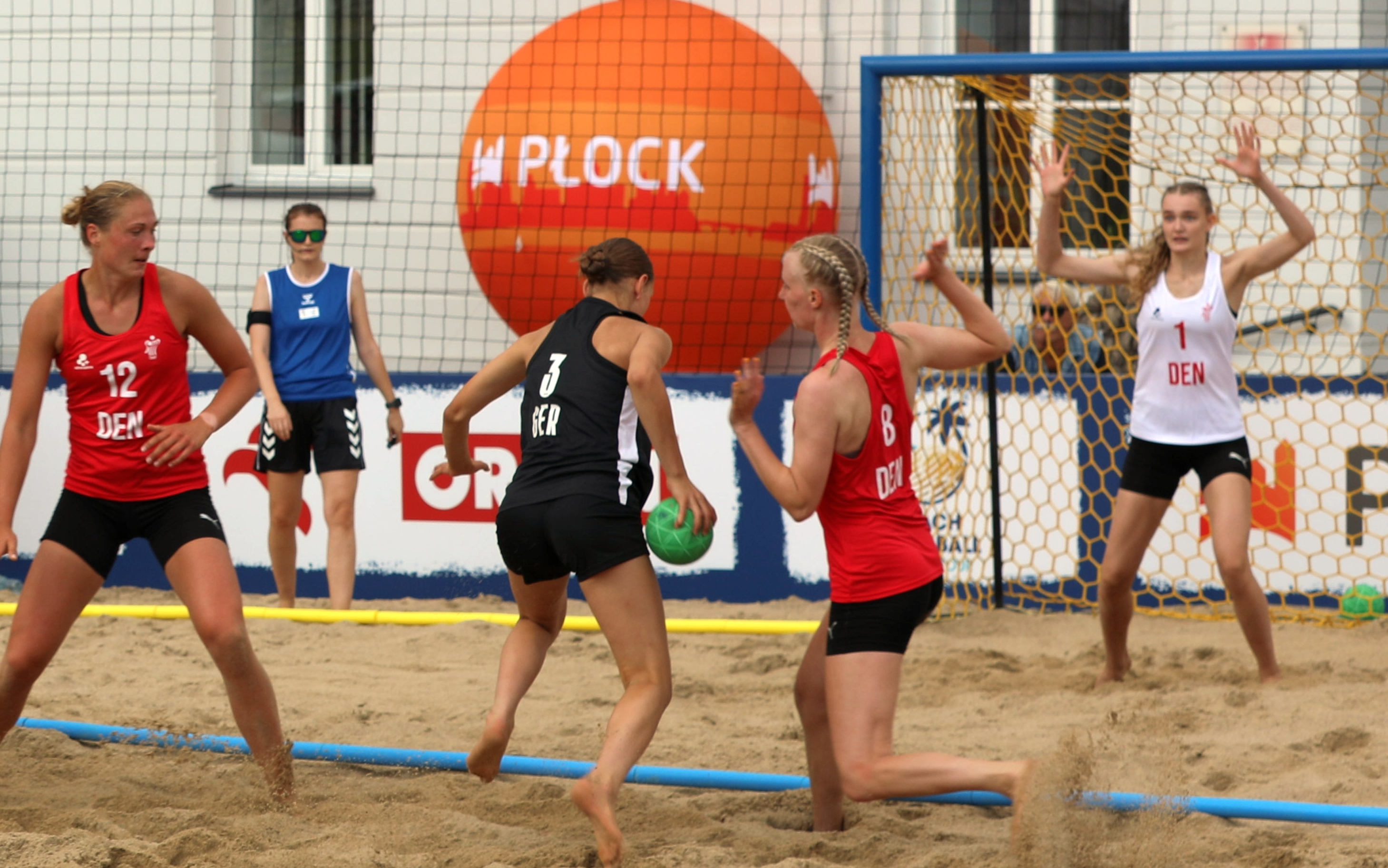
Alarslan (#3, schwarz) vor ihrem ersten Treffer in der A-Nationalmannschaft im Vorrundenspiel gegen Norwegen bei der Global Tour 2023; in Rot die Däninnen Ea Munch Jorgensen (#12) und Emma Mogensen (#8) sowie im Tor Josefine Indiane Lund Mahler

Für die IHF Beach Handball Global Tour 2023 in Płock wurde Alarslan von Nationaltrainer Alexander Novakovic im Alter von erst 15 Jahren das erste Mal in die A-Nationalmannschaft berufen. Hier bekam die junge Spielerin in der Offensive zwar noch vergleichsweise wenig Spielanteile, wurde aber regelmäßig vor allem gegen Ende der Spiele eingesetzt und konnte sich dabei mehrfach in der Torschützenliste verewigen. Nach einer unnötigen Auftaktniederlage gegen die Dauerrivalinnen der letzten Jahre aus Dänemark im Shootout folgte ein deutlicher Sieg über die fast durchweg mit unerfahrenen Nachwuchsspielerinnen angetretenen Kroatinnen. Am zweiten Tag folgte ein weiterer Sieg gegen die polnischen Gastgeberinnen. Damit war die Mannschaft für das Finale qualifiziert, wo sie erneut auf die Mannschaft Dänemarks traf. Dieses Mal wurden die Däninnen klar in zwei Sätzen bezwungen.

## Belege und Anmerkungen
1. ↑  Dilayla Alarslan - TV Georgsmarienhütte. Abgerufen am 30. November 2023.
2. ↑  Mona Alker: Dilayla aus GmHütte spielt bei Beachhandball-EM in Prag. In: noz.de. 3. Juli 2022, abgerufen am 24. Februar 2024.
3. ↑  handball-world.news: Thüringer HC: 17-Jährige rückt in Bundesliga-Kader auf, abgerufen am 25. April 2025
4. ↑  Die Jüngste geht voran. 15. Juli 2022, abgerufen am 30. November 2023 (deutsch).
European Handball Federation - 2022 Women's ECh Beach Handball 16 / Final Tournament. Abgerufen am 30. November 2023 (englisch).
handball-world: "Eine sehr große Steigerung im Vergleich zu gestern": Drei Fragen an ... Dilayla Alarslan. Abgerufen am 30. November 2023.
5. ↑  European Handball Federation - 2023 Women's Ech Beach Handball 17 / Final Tournament. Abgerufen am 30. November 2023 (englisch).
6. ↑  handball-world: 15-Jährige im Kader für IHF Global Trophy: Deutsche Beachhandballerinnen reisen nach Polen. Abgerufen am 30. November 2023.
Steffen Eß: Kempa mit Krönchen: Dilayla Alarslan vom Thüringer HC im Frauen-Nationalteam im Beachhandball. 9. August 2023, abgerufen am 30. November 2023 (deutsch).
7. ↑  IHF | Match Details Page. Abgerufen am 30. November 2023.

| Personendaten    | Personendaten              |
| ---------------- | -------------------------- |
| NAME             | Alarslan, Dilayla          |
| KURZBESCHREIBUNG | deutsche Handballspielerin |
| GEBURTSDATUM     | 29. November 2007          |